# Albuca rogersii
Albuca rogersii är en sparrisväxtart som beskrevs av Selmar Schönland. Albuca rogersii ingår i släktet Albuca och familjen sparrisväxter. Inga underarter finns listade i Catalogue of Life.